# Festival de la Canción de San Remo 1966
El decimosexto Festival de la Canción de San Remo se celebró en San Remo del 27 de enero al 29 de enero de 1966.
Fue presentado por Mike Bongiorno, en su cuarta conducción consecutiva, secundado por Paola Penni y Carla María Puccini; esta última protagonizó un bizzarro episodio: durante la televisación directa de la última velada, se desmayó de repente sobre el escenario ante todos, pero Bongiorno, que había entendido que la Puccini había disimulado el desvanecimiento para llamar la atención sobre sí, no se sobresaltó y continuó adelante con la presentación de la competencia canora, como si nada sucediera.
La edición fue vencida por el tema Dios, como te amo, propuesto por Domenico Modugno y Gigliola Cinquetti, pero los mayores resultados de venta fueron obtenidos también esta vez por algunas canciones excluidas, como El chico de la calle Gluck, interpretada por Adriano Celentano y el Trío del Clan, y la segunda ubicada sobre la base de la votación de los jurados, Ninguno me puede juzgar de Caterina Caselli y Gene Pitney, que tuvieron suceso también en el extranjero.
Fue relevante la presencia del notable tenor Giuseppe di Stefano.
De esta edición del Festival (junto a aquellas del 1967, 1973, 1974, 1975 y 1976) no quedó disponible en el archivo de la RAI la grabación de la emisión a causa de un incendio que ha golpeado en los años '80 las Teche Rai, destruyendo gran parte del material relativo a los años '70.

## Clasificación, canciones y cantantes
1. Dios, como te amo (Domenico Modugno) Domenico Modugno - Gigliola Cinquetti= 4.679 votos
2. Ninguno me puede juzgar (Daniele Pace, Mario Panzeri, Luciano Beretta y Miki Del Prete) Caterina Caselli - Gene Pitney= 4.512 votos
3. En una flor (Carlo Donida -Mogol) Wilma Goich - Les Surfs= 3.300 votos
4. Una casa encima del mundo (Pino Donaggio y Vito Pallavicini) Pino Donaggio - Claudio Villa= 3.294 votos
5. Una rosa de Viena (Gianluigi Guarnieri-Bruno Lauzi) Anna Idéntici - New Christy Minstrels= 3.101 votos
6. Yo te daré de más (Memo Remigi-Alberto Testa) Orietta Berti - Ornella Vanoni= 3.095 votos
7. Nunca nunca nunca Valentina (Gene Colonnello-Alberto Testa) Giorgio Gaber - Pat Boone= 2.777 votos
8. Ahora sí (Sergio Endrigo) Sergio Endrigo - Chad and Jeremy= 2.421 votos
9. Ninguno de vosotros (Gorni Kramer-Vito Pallavicini) Milva - Richard Anthony= 2.000 votos
10. Si tú no estuvieras aquí (Carlo Alberto Rossi-Marisa Terzi) Peppino Gagliardi - Pat Boone= 1.672 votos
11. Así como viene (Ezio Leoni-Vito Pallavicini) Remo Germani - Les Surfs= 1.334 votos
12. La noche del adiós (Arrigo Amadesi-Giuseppe Diverio-Memo Remigi-Alberto Testa) IVA Zanicchi - Vic Dana= 1.220 votos
13. A la buena de Dios (Gualtiero Malgoni-Bruno Pallesi) Ribelli - New Christy Minstrels= 1.000 votos
14. Hablame de ti (Edoardo Vianello-Vito Pallavicini) Edoardo Vianello - Françoise Hardy= 962 votos

### No finalistas
- Dependiera de mí (letra de Vito Pallavicini; música de Iller Pattacini) Luciana Turina - Gino
- El chico de la vía Gluck (Testo de Luciano Beretta y Miki Del Prete; música de Adriano Celentano) Adriano Celentano - Trío del Clan
- Yo no puedo creerte (Gianni Marchetti-Gianni Sanjust) Franco Tozzi - Bobby Vinton
- Yo te amo (Gianni Fallabrino-Plinio Maggi) Anna Marchetti - Plinio Maggi
- La carta ganadora (letra y música de Gino Paoli) Gino Paoli - Ricardo
- Ella me espera (letra de Vito Pallavicini; música de Alberto Baldan Bembo) Nicola De Bari - Gene Pitney
- Pafff... bum (letra de Sergio Bardotti; música de Gian Franco Reverberi) Lucio Dalla - The Yardbirds
- Por esto te quiero (letra de Mogol; música de Mansueto Deponti) Giuseppe di Stefano - P. J. Proby
- Cuando voy sobre la orilla (Franco Maresca-Mario Pagan) Luciano Tomei - Luis Alberto del Paranà y Los Paraguayos
- Esta vez (letra de Mogol; música de Roberto Satti) Bobby Solo - The Yardbirds
- Si este baile no finalizara nunca (letra de Vito Pallavicini; música de Gino Mescoli) John Foster - Paola Bertoni
- Un día tú me buscarás (letra de Pantros; música de Franco Campanino) Equipe 84 - The Renegades

## Regulación
Dos interpretaciones por tema, 14 temas calificados para la velada final.

## Orquesta
Orquesta dirigida por los maestros: Renato Angiolini, Pino Calvi, Nello Ciangherotti, Gianni Fallabrino, Gianfranco Intra, Gorni Kramer, Jan Langosz, Ezio Leoni, Giulio Libano, Ray Conniff, Detto Mariano, Augusto Martelli, Gino Mescoli, Mario Migliardi, Gianfranco Monaldi, Ennio Morricone, Iller Pattacini, Franco Pisano, Gian Piero Reverberi, Sauro Sili, Gianfranco Tadini.

## Organización
ATA

## Dirección artística
Gianni Ravera